# Syspira eclectica
Syspira eclectica là một loài nhện trong họ Miturgidae.
Loài này thuộc chi Syspira. Syspira eclectica được Ralph Vary Chamberlin miêu tả năm 1924.